# Roland Guillaumel
Roland Guillaumel (Plémet, Côtes-d'Armor, 15 de enero de 1926- Le Chesnay, 12 de mayo de 2014) fue un escultor francés. 

## Datos biográficos
Alumno de Albert Bourget y Mathurin Méheut en la Escuela de Bellas Artes de Rennes. 
Desde 1942 reside en París con su amigo Geoffrey Dauvergne, para estudiar en la Escuela Normal Superior de Bellas Artes. Unido a esta institución el 27 de octubre de 1945 con el registro N º 8574. Asiste al taller Niclausse y después al de Leygues, ambos miembros del Instituto. 
Premio de Roma en escultura en 1951, fue profesor de dibujo desde 1962 hasta 2006 en el Atelier de Met Penninghen y Jacques Dandon - Academia Julian - Secundaria de Artes Gráficas en París. 
Uno de sus muchos alumnos fue Stephanie Guglielmetti.

## Obras
Entre las mejores y más conocidas obras de Roland Guillaumel se incluyen las siguientes:
Obras
- 1949 - Un busto de su amigo Geoffrey Dauvergne no se encuentra
- 1959 - Chapelle Sainte-Bernadette en la Porte de Vincennes
- Bajo relieve en piedra de un edificio en Saint-Mandé
- Gallo en cobre- Coq en cuivre en la Casa de Juventud y Cultura (MJC) de Vincennes
- Armas de la ciudad de París e insignia del Palais des congrès de la Porte de Versailles
- Escudo de Mónaco en la fachada y la decoración de la gran escalera de Crédit Foncier de Mónaco
- Bustos de distintas personalidades
- Cristo de plomo en la capilla de Saint-Lubin (Côtes-d'Armor)
- Bajo relieve en el porche de la iglesia Bliesbrück (Moselle) Virgen y San José, Santa Catalina en terracota
- Virgen de madera para la iglesia de Schlittingen
- Virgen de madera para la capilla del Hospital Begin[1] de Vincennes
- Cristo de cobre en Noyers-Bocage (Calvados)
- Saint Benoît en plomo en la Abadía de la Santísima Trinidad de Lessay (Manche) - Yves-Marie Froidevaux , director de Arquitectura de Monumentos Históricos
- Sello de Saint Jean-Baptiste para el baptisterio de la iglesia Saint-Malo de Valognes - Froidevaux arquitecto
- Bajo relieve para la decoración de una sala de conferencias de Notre-Dame de Blois - arquitecto Froidevaux
- Escultura de un altar de Concelebración para la catedral de Saint-Front de Périgueux - arquitecto Froidevaux
- Sainte Anne trinitaria casa de retiro de La Ferrière-aux-Étangs (Orne)
- Bajorrelieve de cobre y motivos decorativos del CES de Paimpol - arquitecto Hauvepre 48°46′27″N 3°2′22″O / 48.77417, -3.03944
- Esculturas para:
  - el CES de Plémêt - arquitecto Péron
  - el CES de Pléneuf-Val-André - arquitecto Péron
  - un CES en Havre - - Paul Vimont arquitecto
  - un CES en Roubaix - J. Belmont arquitecto en Jefe de edificios civiles y de los palacios nacionales
  - el CES de Faverges - J. Belmont arquitecto
  - el CES de Daran - arquitecto Novak
- Restauración y rehabilitación de 2 de los reyes del crucero norte de la catedral de Notre-Dame de Reims 49°15′12″N 4°1′58″E / 49.25333, 4.03278
- Restauración y rehabilitación de 2 escenas del Génesis (Adán y Eva) para el transepto del rosetón norte de la catedral de Notre-Dame de Reims - Vitry arquitecto jefe de monumentos históricos

## Exposiciones
- Exposición de artistas franceses - Medalla de Plata y Premio Andre Susse
- Biennale Internationale de FORMES HUMAINES - Bienal Internacional de lasformas humanas - 1966
- Biennale Internationale de FORMES HUMAINES - Bienal Internacional de las formas humanas - Premio Andre Susse- 1968
- Biennale Internationale de FORMES HUMAINES - Bienal Internacional de las formas humanas - 1970
- Salon Comparaisons en París
- Rennes, Casa de la Radio con el grupo COMBAT DES TRENTE
- Lorient, Brest, con el grupo COMBAT DES TRENTE
- Lamballe 1971 - con el pintor Henri Yvergniaux y el grupo COMBAT DES TRENTE

## Museos
- Musée de l'école des Beaux-Arts de Rennes
- Musée de l'école des Beaux-Arts de París